# Gatarō Man
Gatarō Man (漫☆画太郎, Man Gatarou) est un auteur de bande dessinée japonaise.
L'auteur maintient son identité cachée et multiplie les noms de plume 漫☆画太郎, 漫$画太郎, 漫¥画太郎, 漫☠️餓太狼, 漫🍑画太郎, 漫♡画太郎, 画太郎, MAN☆GATARO, もろぼししんいち, TEN☆GA太郎, 漫F画太郎, SLAMP (スランプ), まん○画太郎 (などもある). Son style graphique excentrique et « sale » a fait de lui un auteur populaire au Japon.

## Biographie
En 1990, l'auteur gagne le prix GAGキング en publiant Ningen nante RARARA (人間なんてラララ) dans le magazine Weekly Shonen Jump. Il publie ensuite Chinyūki dans le magazine Shuukan Shounen Jump entre 1991 et 1993 : version détournée de Saiyūki, le manga est adapté en 4 épisodes animés en 2009 et en film en 2016.
En 2017, l'auteur commence Hoshi no Ojisama, une adaptation du Petit Prince, en faisant des parodies de titres bien connu comme One Piece ou Dragonball.

## Style
Le style graphique particulier de l'auteur, « sale » façon Les Crados et sa mise en scène décousue, ainsi que le mystère autour de son identité, font de lui un auteur culte au Japon.

## Œuvre
- 1991-1993 : Chinyūki (珍遊記, ちんゆうき?), 6 volumes chez Shueisha ; pré-publié dans le magazine Shuukan Shounen Jump[MU 1].
- 1995 :
  - Manyuuki - Babaa to Awarenage Bokutachi (まんゆうき ~ばばあとあわれなげぼくたち~?), 2 volumes chez Shueisha ; pré-publié dans le magazine Shuukan Shounen Jump[MU 2].
  - Kusoman (くそまん―サイテーの漫画短編集?), chez Shueisha[MU 3].
- 1996 : Hell Baseball Tournament (地獄甲子園, Jigoku Kōshien?), 3 volumes chez Shueisha ; pré-publié dans le magazine Gekkan Shounen Jump[MU 4].
- 1997 : Doutoku Senshi Choujuu Giger (道徳戦士超獣ギーガー?), 1 volume chez Shueisha[MU 5].
- 2000 :
  - Waratte Goran (わらってごらん?), 1 volume chez Shueisha ; pré-publié dans le magazine Gekkan Shounen Jump[MU 6].
  - Man Gatarou-sensei Arigatou (画太郎先生ありがとう いつもおもしろい漫画を描いてくれて...?), 1 volume chez Shueisha[MU 7].
- 2001 : Jukai Shounen Zoo 1 (樹海少年ZOO1?), 9 volumes chez Akita Shoten ; pré-publié dans le magazine Shuukan Shounen Champion[MU 8].
- 2002 :
  - Mankasu (まんカス?), 1 volume chez Ohta Shuppan ; pré-publié dans le magazine Quick Japan[MU 9].
  - Hade Hendricks Monogatari (ハデー・ヘンドリックス物語?), 1 volume chez Shueisha[MU 10].
- 2003 :
  - Hell's Great Koushien (地獄大甲子園, Jigoku Daikoushien?), 1 volume chez Shueisha[MU 11].
  - Tsuppari Momotarou (つっぱり桃太郎?), 5 volumes chez Shueisha ; pré-publié dans le magazine Shuukan Young Jump[MU 12].
- 2005 : Busu no Hitomi ni Koishiteru (ブスの瞳に恋してる?), 3 volumes chez Akita Shoten ; pré-publié dans le magazine Young Champion[MU 13].
- 2007 : Yo nimo Kimyou no Man-gatarou (世にも奇妙な漫☆画太郎?), 7 volumes chez Shueisha ; pré-publié dans le magazine Business Jump[MU 14].
- 2009 :
  - Chinyuuki 2 (珍遊記2 夢の印税生活編?), 4 volumes chez Shueisha ; pré-publié dans le magazine Business Jump[MU 15].
  - Gatarou-sensei Da~isuki (画太郎先生だぁ~い好き?), 1 volume chez Akita Shoten[MU 16].
- 2011 :
  - Crime and Punishment (MAN F Gatarou) (罪と罰 (漫☆画太郎), Tsumi to Batsu?), 4 volumes chez Shinchosha ; pré-publié dans le magazine Comic @ Bunch[MU 17].
  - Mitokon (坑爹利亚, ミトコン?), 1 volume chez Shueisha ; pré-publié dans le magazine Jump SQ[MU 18].
  - Atrocity!!! Heartful Company (虐殺!!! ハートフルカンパニー, Gyakusatsu!!! Heartful Company?), 1 volume chez Ohta Shuppan (auteur Pierre Taki)[MU 19].
- 2013 : Mitokon Perestroika (ミトコンペレストロイカ?), 6 volumes chez Shinchosha ; pré-publié dans le magazine Comic @ Bunch[MU 20].
- 2017 : Le Petit Prince (Man☆Gatarou) (星の王子さま, Hoshi no Ouji-sama (Man☆Gatarou)?), 1 volume chez Shueisha ; pré-publié dans le magazine Shounen Jump +[MU 21].

## Sources
- (ja) Cet article est partiellement ou en totalité issu de l’article de Wikipédia en japonais intitulé « 漫☆画太郎 » (voir la liste des auteurs).